# Hale's Tours
Hale's Tours (również Hale's Tours and Scenes of the World lub Hale's Tours Cars of the World) – atrakcja wymyślona przez George'a C. Hale'a, łącząca efekty dźwiękowe z projekcją filmową. Była to symulacja podróży, rozgrywająca się w wagonie kolejowym, w którym na ekranie wyświetlano krajobrazy, nakręcone z okna jadącego pociągu. Widzowie słyszeli ponadto dźwięki jadącego pociągu.
George C. Hale zaprezentował pierwsze tego typu urządzenie w 1904 roku na wystawie w Saint Louis, opatentował je natomiast 14 marca 1905 roku. Wiosną tego samego roku po raz pierwszy Hal wykorzystał urządzenie komercyjnie, ustawiając je w Kansas City Electric Park. Urządzenie cieszyło się bardzo dużym powodzeniem, w kolejnych latach Hale i jego wspólnik Fred Gifford sprzedali wiele licencji na korzystanie ze swojego patentu, również za granicą (m.in. w Hawanie, Berlinie, Johannesburgu i Hongkongu).
Typowe urządzenie składało się z od jednego do trzech wagonów kolejowych, liczących po 72 miejsca siedzące. Na przedniej ścianie wagonu umieszczony był ekran, na którym wyświetlano film, przedstawiający widok z przedniego lub tylnego okna jadącego pociągu. Dodatkowo symulację wzmacniały urządzenia powodujące drgania i inne ruchy wagonu, dźwięki oraz inne efekty (np. powietrze wydmuchiwane w twarze widzów). Program trwał ok. 20 minut. Podczas niektórych pokazów uczestniczył w nim lektor, komentujący oglądane krajobrazy, a bilety publiczności mógł sprawdzać mężczyzna w przebraniu konduktora. Program zmieniano zazwyczaj co tydzień.